# Joseph Alessi
Joseph Alessi (Detroit, Míchigan, 1959) es un trombonista norteamericano, actual solista de la Filarmónica de Nueva York, profesor de la Julliard School de Nueva York y uno de los concertistas más reconocidos de la actualidad. 

## Biografía
Su padre era un trompetista profesional y su madre cantaba en el coro de la Metropolitan Opera House. A los 16 años realizó con éxito la audición para unirse a la orquesta del ballet de San Francisco. Durante este tiempo, fue contratado como solista en la Orquesta Sinfónica de San Francisco. En 1977 ingresó al Instituto Curtis de Música de Filadelfia, donde estudió hasta 1980. Durante su tercer año en Curtis, Alessi se unió a la Orquesta de Filadelfia, en la cual se desempeñó durante cuatro temporadas. Después de una temporada en la Orquesta Sinfónica de Montreal, se unió a la Filarmónica de Nueva York como trombón principal en 1985. Su amplia carrera como solista internacional comienza con su debut en la Filarmónica de Nueva York en 1990 interpretando la Fantasía para trombón de Paul Creston. En 1974
actuó con la Filarmónica de Nueva York en el estreno mundial del Concierto para trombón de Christopher Rouse (Premio Pulitzer de Música en 1993). 
Su discografía consta de más de 14 álbumes de larga duración, además de apariciones en álbumes de otros artistas. Su discografía incluye Slide Área del sello discográfico D’Note y New York legends del sello discográfico Cala. Su grabación del Rouse Concerto puede ser escuchado en  RCA Red Seal, en el CD titulado Gorgona. Alessi también ha participado con el quinteto Canadian Brass. Fue invitado por la Asociación Internacional de Trombón para grabar un disco en solitario de obras recién compuestas, el cual era distribuido a los miembros de la asociación de cinco mil trombonista a principios de 1999.
Dentro de su carrera como docente destaca la Julliard School (1986), en la cual trabaja actualmente, es director del coro de trombones y desde 1999 realiza un seminario bienal. En reconocimiento de su inmensa contribución al mundo de la música tocando el trombón, Alessi fue galardonado con el Premio 2002 ITA, el más prestigioso premio ofrecido por la Asociación Internacional de Trombón. Su repertorio se concentra principalmente en el romanticismo y la música clásica contemporánea. Actualmente es parte del cuerpo docente de la escuela de Julliard, Joseph Alessi ha enseñado en la Temple University de Filadelfia y en el festival musical de Grand Teton Music en Wyoming. Sus estudiantes ahora se encuentran en las principales orquestas sinfónicas de Estados Unidos.